# CR140 (Luxemburg)
De CR140 (Chemin Repris 140) en CR140a zijn twee verkeersroutes in de plaats Grevenmacher, Luxemburg tussen de N10 en N1. De routes heeft een lengte van ongeveer 450 en 600 meter.
De routes lopen via Rue de la Moselle en Rue Sainte-Catherine en via Schaffmill en Rue Kummert. Zowel op kaarten als in officiële documenten worden beide wegnummers regelmatig door elkaar gehaald waardoor niet duidelijk is welke straat welk wegnummer heeft. Beide routes beginnen en eindigen aan de N10 en N1.

## Routeverloop
De eerste route begint op de Rue de la Moselle aan de N10 en gaat in noordwestelijke richting. Hierna volgt een kruising met de CR140b en daarna gaat de route over op de Rue Sainte-Catherine welke ingericht is als eenrichtingsverkeersweg in noordwestelijke richting. Vervolgens eindigt de route op een kruising met de N1. Deze route heeft een lengte van ongeveer 450 meter.
De tweede route begint op de Schaffmill aan de N10 en gaat in noordelijke richting. De route heeft een aansluiting met de N10a (Rue du Pont), en gaat vervolgens verder via de Rue Kummert naar de N1 toe. Hier eindigt de route met een rotonde. Deze route heeft een lengte van ongeveer 600 meter.
Beide routes gaan volledig door bebouwd gebied heen.

## CR140b
De CR140b is een verbindingsweg in Grevenmacher. De route verbindt de N1 met de CR140(a) via Route de Trèves. De route heeft een lengte van ongeveer 170 meter.
CR101 ·
CR102 ·
CR103 ·
CR104 ·
CR105 ·
CR106 ·
CR107 ·
CR108 ·
CR109 ·
CR110 ·
CR111 ·
CR112 ·
CR113 ·
CR114 ·
CR115 ·
CR116 ·
CR117 ·
CR118 ·
CR119 ·
CR120 ·
CR121 ·
CR122 ·
CR123 ·
CR124 ·
CR125 ·
CR126 ·
CR127 ·
CR128 ·
CR129 ·
CR130 ·
CR131 ·
CR132 ·
CR133 ·
CR134 ·
CR135 ·
CR136 ·
CR137 ·
CR138 ·
CR139 ·
CR140 ·
CR141 ·
CR142 ·
CR143 ·
CR144 ·
CR145 ·
CR146 ·
CR147 ·
CR148 ·
CR149 ·
CR150 ·
CR151 ·
CR152 ·
CR153 ·
CR154 ·
CR155 ·
CR156 ·
CR157 ·
CR158 ·
CR159 ·
CR160 ·
CR161 ·
CR162 ·
CR163 ·
CR164 ·
CR165 ·
CR166 ·
CR167 ·
CR168 ·
CR169 ·
CR170 ·
CR171 ·
CR172 ·
CR173 ·
CR174 ·
CR175 ·
CR176 ·
CR177 ·
CR178 ·
CR179 ·
CR180 ·
CR181 ·
CR182 ·
CR183 ·
CR184 ·
CR185 ·
CR186 ·
CR187 ·
CR188 ·
CR189 ·
CR190
CR200 ·
CR201 ·
CR202 ·
CR203 ·
CR204 ·
CR205 ·
CR206 ·
CR207 ·
CR208 ·
CR210 ·
CR211 ·
CR212 ·
CR213 ·
CR215 ·
CR216 ·
CR217 ·
CR218 ·
CR219 ·
CR220 ·
CR221 ·
CR222 ·
CR223 ·
CR224 ·
CR225 ·
CR226 ·
CR227 ·
CR228 ·
CR229 ·
CR230 ·
CR231 ·
CR232 ·
CR233 ·
CR234
CR301 ·
CR302 ·
CR303 ·
CR304 ·
CR305 ·
CR306 ·
CR307 ·
CR308 ·
CR309 ·
CR310 ·
CR311 ·
CR312 ·
CR313 ·
CR314 ·
CR315 ·
CR316 ·
CR317 ·
CR318 ·
CR319 ·
CR320 ·
CR321 ·
CR322 ·
CR323 ·
CR324 ·
CR325 ·
CR326 ·
CR327 ·
CR328 ·
CR329 ·
CR330 ·
CR331 ·
CR332 ·
CR333 ·
CR334 ·
CR335 ·
CR336 ·
CR337 ·
CR338 ·
CR339 ·
CR340 ·
CR341 ·
CR342 ·
CR343 ·
CR344 ·
CR345 ·
CR346 ·
CR347 ·
CR348 ·
CR349 ·
CR350 ·
CR351 ·
CR352 ·
CR353 ·
CR354 ·
CR355 ·
CR356 ·
CR357 ·
CR358 ·
CR359 ·
CR360 ·
CR361 ·
CR362 ·
CR364 ·
CR365 ·
CR366 ·
CR367 ·
CR368 ·
CR369 ·
CR370 ·
CR371 ·
CR372 ·
CR373 ·
CR374 ·
CR375 ·
CR376 ·
CR377 ·
CR378 ·
CR379
Routes die cursief vermeld staan, zijn voormalige routes.